# Калинова балка (заказник)
Калинова балка — ландшафтний заказник місцевого значення. Об'єкт розташований на території Новоукраїнського району Кіровоградської області.
Площа — 35 га, статус отриманий у 2011 році.